# Vathý (Méthana)
Vathý, en grec moderne : Βαθύ, est un village du dème de Trézénie, en Attique, Grèce.
Selon le recensement de 2011, la population de la localité s'élève à 129 habitants.